# توم ميسون
توم ميسون (بالإنجليزية: Tom Mison)‏ هو كاتب وكاتب سيناريو وممثل بريطاني، ولد في 23 يوليو 1982 بلندن في المملكة المتحدة.

## أعمال

### أفلام
- (2011) صيد السلمون في اليمن[4]
- (2011) يوم واحد

## وصلات خارجية
- توم ميسون على موقع IMDb (الإنجليزية)
- توم ميسون على موقع قاعدة بيانات الأفلام العربية
- توم ميسون على موقع ألو سيني (الفرنسية)
- توم ميسون على موقع أول موفي (الإنجليزية)
- توم ميسون على موقع قاعدة بيانات الأفلام السويدية (السويدية)
- توم ميسون على موقع قاعدة بيانات الفيلم (الإنجليزية)
- توم ميسون على موقع كينوبويسك (الروسية)